# ジョン・ブラウン (使用人)
ジョン・ブラウン（John Brown、1826年12月8日 – 1883年3月27日）は、イギリスの女王ヴィクトリアの個人的使用人。スコットランド出身。長年にわたる女王のお気に入りであり、その性格と人付き合いのよさで女王を含む多くの者から親しまれたが、その非公式な影響力ゆえに、それ以外の者からは憎まれた。ヴィクトリア女王の寵愛の深さから、彼女と秘密結婚していたという風評がある。

## 生い立ち
ブラウンはジョン・ブラウンとマーガレット・リーズの子としてアバディーンシャーのクラシーで生まれ、ヴィクトリア女王と夫のアルバート公が1853年に購入したバルモラル城の屋外使用人（スコットランドの言葉でギリー（ghillieまたはgillie）という）となった。

## ヴィクトリアとの交流
アルバート公が1861年に亡くなると、ブラウンはヴィクトリアの個人的な使用人になった。ヴィクトリアはブラウンの奉仕（ブラウンの女王に対する振舞いは、彼女を極めて大切に扱いながらも、他の使用人に比べてとてもくだけたものであった）を大いに喜び、メダルを与え、また彼の肖像画と像を作らせた。
ヴィクトリアの子供たちと大臣たちは、彼女がブラウンに示した厚遇に対して大いに憤慨した。そしてヴィクトリアとブラウンの間になにか不適切な関係があるという風説が流れたが、それは根拠のあるものではなかった。ブラウンの死後、彼女はインド人の使用人アブドゥル・カリーム（ヴィクトリアの即位50年式の後、1887年6月下旬から彼女のために働くようになった2人のうちの1人）を同じように厚く遇し、「ムンシー（Munshi）」と呼んだ。なお、カリームはジョン・ブラウンと同じ理由（ヴィクトリアの寵愛）で、より激しく憎まれた。

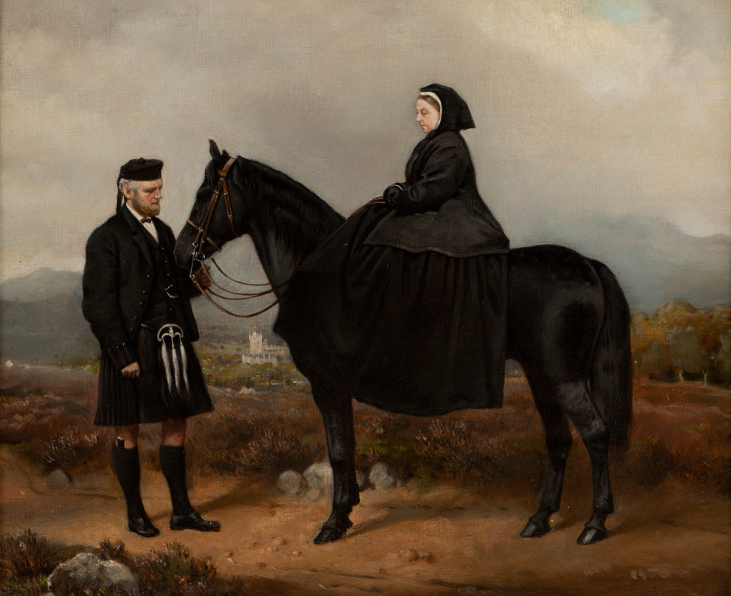
ヴィクトリア女王とジョン・ブラウン,(画)チャールズ・バートン・バーバー,(1876)

不適当な関係の噂はブラウンの生前からささやかれていた。このことは、最近発見された当時の政治家ルイス・ハーコートの日記に記されている。日記には、女王付き牧師の一人、ノーマン・マクラウド師がその死に臨んでの告解の中で、ジョン・ブラウンとヴィクトリア女王との結婚を取り仕切ったことを後悔していたということが書かれている。この記載が信用できるかどうかについてはいまも議論が続いている。ハーコートはマクラウドが死んだ時9歳であり、マクラウドの告解を直接受け取っていないことには注意する必要がある。しかし、それがマクラウドの妹から女王の個人的秘書であったヘンリー・ポンソンビーの妻に渡り、さらに当時の内務大臣（Home Secretary）であったハーコートの父の手に渡されたのかもしれない。ハーコートの父はブラウンの死の前の3年間だけ、内務大臣として勤めていた。
伴侶を失った君主（フランスのルイ14世やスペインの摂政王妃マリア・クリスティーナなど）が使用人と私的な性関係を持つことがあるというのはよく言われることである。風説はブラウンを、女王との間の子供の父親、女王の夫、または霊媒だったなどとするが、それが真実だという証拠はない。ブラウンについて言えることは、特にアルバート公の死後に、彼女が賞賛した男性であったということである。
しかし、2006年9月2日のデイリー・メールに寄せられたペトロネラ・ワイアットの手記の一節は、彼女の父ウッドロウ・ワイアットがその晩年、1980年代にエリザベス王太后に会ったときのことに言及している。エリザベスはしばしばワイアット家の昼食または夕食に招かれた。あるとき、ヴィクトリア女王とジョン・ブラウンのことが話題となった。王太后は、彼らが結婚したことを示唆している文書をウィンザー城の国王の文書庫で見つけたと述べた。その発見についてどう対処したかを尋ねられて、エリザベスはそれを燃やしたと言ったという。
。
トニー・レンネルは、著書『栄光の最後の日々 - ヴィクトリア女王の死（Last Days of Glory:  The Death of Queen Victoria）』で、ヴィクトリアが自らの棺にブラウンの髪一房と写真、それにブラウンから女王に捧げられたブラウンの母の指輪を置くよう侍医に命じたと書いている。そしてその命令は実行された、とも。
ヴィクトリアがブラウンのために作らせた像と個人的な記念品は彼女の息子（エドワード7世）の命令で壊されたか、あるいは捨てられた。彼とブラウンはしばしば衝突した。

## 備考
ジョン・ブラウンは赤ワインとスコッチ・ウイスキーを等分に混合したカクテルを発明したと考えられている。それはヴィクトリアの大好きな飲物であると言われていた。

## 舞台・映画などでの扱い
1997年の映画『Queen Victoria 至上の恋』（原題：Mrs. Brown）は、ヴィクトリアとジョン・ブラウンの愛を描いたフィクションである。ブラウンにビリー・コノリー、ヴィクトリアにはデイム・ジュディ・デンチが扮している。
ブラウンは1950年の映画 "The Mudlark" においてフィンレイ・カリーによって演じられた。また、舞台劇『ヴィクトリア・レジーナ』にも登場する。